# Nastri d'argento 1958
Els Nastri d'argento 1958 foren a tretzena edició de l'entrega dels premis Nastro d'Argento (Cinta de plata) que va tenir lloc el 1958.

## Guanyadors

### Productor de la millor pel·lícula
- Dino De Laurentiis - Les nits de la Cabiria
- Cinematografica Associati - Le notti bianche
- Rizzoli Film - Il quartiere dei lillà

### Millor director
- Federico Fellini - Les nits de la Cabiria
- Alberto Lattuada - Guendalina
- Luchino Visconti - Le notti bianche

### Millor guió
- Valerio Zurlini, Leonardo Benvenuti, Piero De Bernardi i Alberto Lattuada - Guendalina
- Suso Cecchi D'Amico e Luchino Visconti - Le notti bianche
- Ennio Flaiano, Federico Fellini i Tullio Pinelli - Les nits de la Cabiria

### Millor interpretació protagonista masculí
- Marcello Mastroianni - Le notti bianche
- Vittorio Gassman - Kean - Genio e sregolatezza

### Millor interpretació femenina protagonista
- Giulietta Masina - Les nits de la Cabiria
- Silvana Mangano - La diga sul Pacifico
- Silvana Mangano - Uomini e lupi

### Millor actriu no protagonista
- Franca Marzi - Les nits de la Cabiria
- Alida Valli - La diga sul Pacifico

### Millor actor no protagonista
- Andrea Checchi - Parola di ladro
- Amedeo Nazzari - Les nits de la Cabiria
- Aroldo Tieri - Un ángel pasó por Brooklyn

### Millor banda sonora
- Nino Rota - Le notti bianche
- Giovanni Fusco - Il grido
- Nino Rota - Les nits de la Cabiria

### Millor fotografia
- Gianni Di Venanzo - Il grido
- Otello Martelli - La diga sul Pacifico
- Giuseppe Rotunno - Le notti bianche

### Millor escenografia
- Mario Chiari i Mario Garbuglia - Le notti bianche
- Mario Chiari - Guendalina
- Carlo Egidi - Parola di ladro

### Millor curtmetratge
- Giocare de Giulio Questi

### Millor pel·lícula estrangera
- Dotze homes sense pietat (12 Angry Men) de Sidney Lumet
- A Hatful of Rain de Fred Zinnemann
- A King in New York de Charlie Chaplin